# Richard Arnold (Politiker)

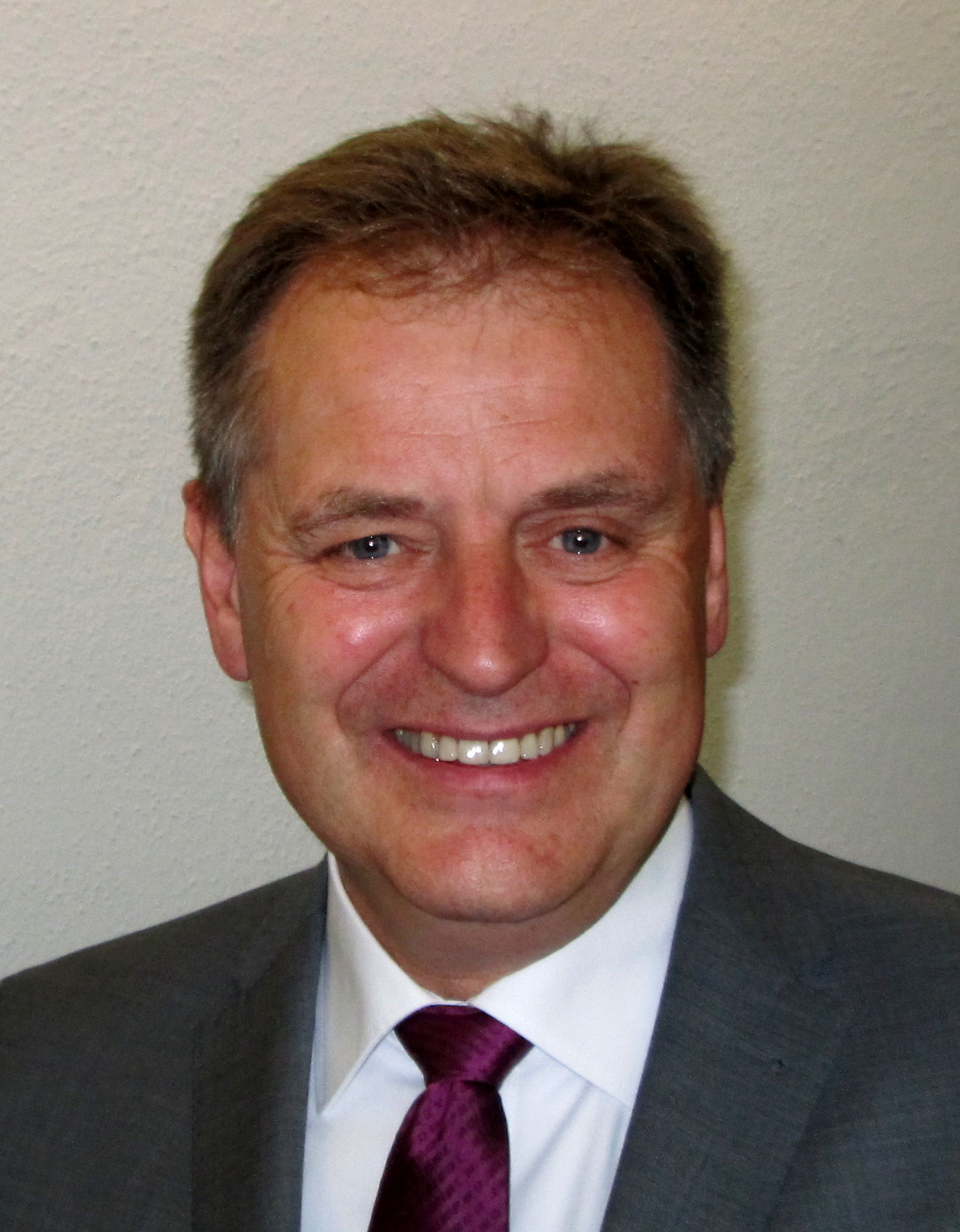
Richard Arnold (2015)

Richard Josef Arnold (* 11. Januar 1959 in Schwäbisch Gmünd) ist ein deutscher Politiker (CDU) und seit Juli 2009 Oberbürgermeister der baden-württembergischen Stadt Schwäbisch Gmünd. Zuvor war er Leiter der Vertretung des Landes Baden-Württemberg bei der Europäischen Union.

## Leben
Richard Arnold wuchs als Ältester von zwei Brüdern und einer Schwester in Herdtlinsweiler, einem Teilort des heutigen Schwäbisch Gmünder Ortsteils Weiler in den Bergen, auf. Dort bewirtschaftete sein Vater als Nebenerwerbslandwirt einen Bauernhof.
Nach seinem Abitur am Scheffold-Gymnasium Schwäbisch Gmünd studierte Arnold bis 1986 Verwaltungswissenschaften in Konstanz und Frankfurt am Main. Er erhielt ein Stipendium für ein Auslandsstudium am Massachusetts Institute of Technology (MIT), das er 1988 abschloss. Ein weiteres Stipendium erhielt er vom Deutschen Rat der Europäischen Bewegung für einen postgraduierten Studiengang am Europa-Kolleg in Brügge.
Von 1988 bis 1990 war Arnold Projektleiter am Centre for European Policy Studies (CEPS) in Brüssel. Anschließend war er bis 1993 stellvertretender Referatsleiter im Ministerium für Ernährung und Ländlichen Raum Baden-Württemberg. Von 1993 bis 1996 war Arnold Stellvertretender Leiter des Europareferats im Staatsministerium Baden-Württemberg, ehe er dort ins Referat für grenzüberschreitende und interregionale Zusammenarbeit wechselte. Dieses leitete er bis ins Jahr 2000. Von 2000 bis 2009 war Arnold Leiter der Vertretung des Landes Baden-Württemberg bei der Europäischen Union in Brüssel, einer dem Staatsministerium Baden-Württemberg unterstehende Dienststelle. Während dieser Zeit wurde Arnold im Jahr 2007 bei einer Umfrage von Wirtschaftsunternehmen im Manager Magazin als einer der zehn bekanntesten und einflussreichsten Deutschen in Brüssel genannt.
Privat engagierte sich Arnold als Vorsitzender des Stadtverbands Musik und Gesang in Schwäbisch Gmünd, als Sänger des Liederkranzes Weiler i. d. Bergen sowie als Gründungsmitglied im Dorfentwicklungsverein Herdtlinsweiler. Außerdem ist er Kuratoriums-Mitglied der Akademie für gesprochenes Wort in Stuttgart sowie stellvertretender Vorsitzender des Kuratoriums der Hochschule für Gestaltung Schwäbisch Gmünd.
Richard Arnold lebt in seinem Elternhaus in Herdtlinsweiler. Bis zu dessen Tod lebte er dort mit seinem Partner, dem Künstler und Dramaturg Stephan Kirchenbauer-Arnold (1960–2012).

## Wirken als Oberbürgermeister
2009 kandidierte Arnold in Schwäbisch Gmünd bei der Wahl zum Oberbürgermeister. Dort konnte er sich bereits im ersten Wahlgang am 10. Mai 2009 mit einem Stimmenanteil von 55,4 % gegen Amtsinhaber Wolfgang Leidig (SPD), welcher 44,2 % erreichte, durchsetzen. Am 30. Juli 2009 trat Arnold das Amt des Oberbürgermeisters an.
Überregional wurde Arnold durch sein Auftreten als Oberbürgermeister bekannt und die damit verbundene Gewinnung großen ehrenamtlichen Engagements bei der Umsetzung des 850-jährigen Stadtjubiläums mit der Staufersaga 2012, der Landesgartenschau Schwäbisch Gmünd 2014 und den anhaltenden positiven Auswirkungen auf das Stadtleben. So wurden für die Landesgartenschau 2014 1.300 freiwillige Helfer gewonnen. In seine Amtszeit fällt darüber hinaus ein umfangreicher Stadtumbau, für den die Stadt 2016 den Sonderpreis des Otto-Borst-Preises für Stadterneuerung erhielt.
Im Kontext der Landtagswahl in Baden-Württemberg 2016 wurde Arnold immer wieder als möglicher Spitzenkandidat für das Amt des Ministerpräsidenten gehandelt. Arnold schlug Angebote in diese Richtung allerdings aus.
Im Oktober 2016 gab Arnold bekannt, sich der Wiederwahl zu stellen. und wurde am 7. Mai 2017 für dieses Amt mit 85 % der Stimmen bei einer Wahlbeteiligung von 36,05 % wiedergewählt. Am 11. Mai 2025 wurde er bei einer Wahlbeteiligung von 38,7 % mit 74,78 % der Stimmen für eine dritte Amtszeit gewählt.
Im Februar 2020 schloss Arnold, der in den Wochen zuvor mehrfach als möglicher Spitzenkandidat der CDU für die Oberbürgermeisterwahl in Stuttgart gehandelt wurde, einen Wechsel nach Stuttgart aus und bekannte sich im Rahmen seiner Haushaltsrede zu Schwäbisch Gmünd.

### „Gmünder Weg“ in der Asylpolitik
Deutschlandweite Bekanntheit erlangte Arnold, als er in Zusammenarbeit mit der Deutschen Bahn im Juli 2013 Asylbewerber für Dienstleistungen für Bahnkunden anwarb. Die Flüchtlinge aus afrikanischen Ländern sollten Reisenden behilflich sein, ihr Gepäck über ein Stegprovisorium zu transportieren, das wegen Sanierungsarbeiten aufgebaut wurde. Da aufgrund von Gesetzen nur eine gemeinnützige Entlohnung von 1,05 Euro möglich war, lösten Berichte in der Presse (u. a. im Spiegel; Süddeutsche Zeitung) kontroverse Diskussionen aus. Die Bahn ersetzte daraufhin die Asylbewerber durch eigene Mitarbeiter. Arnold hielt allerdings an der Form der Integrationsarbeit fest. Im Rahmen der Landesgartenschau Schwäbisch Gmünd 2014 kam es wieder zum Einsatz von 60 Asylbewerbern, der überwiegend auf positive Resonanz stieß. Auch bei weiteren Veranstaltungen der Stadt arbeitet Schwäbisch Gmünd mit den Asylbewerbern zusammen, zum Beispiel beim Festival Europäische Kirchenmusik. Arnolds Bemühungen um die Asylbewerber zielen im Kern auf die schnelle Einbindung der Flüchtlinge in das Stadtleben, wozu neben Deutschkursen und dezentraler Unterbringung die vielfältige Präsenz im Stadtleben eine Rolle spielt. Diese Form der Asylpolitik wird von Arnold als Gmünder Weg in der Öffentlichkeit vertreten und stößt in der Presse auf ein überwiegend positives Echo.

## Auszeichnungen
- 2012: Medaille Mérite Européen[3]
- 2018: Preis der Helga und Edzard-Reuter-Stiftung[29]
- 2021: Ehrenbürgerwürde der Stadt Székesfehérvár[30]
- 2023: Verdienstorden des Landes Baden-Württemberg[31]